# Хлапати, Селеста
Селеста Хлапати Шульц (англ. Celeste Chlapaty Schultz; род. 20 апреля 1954 года в Иллинойсе, США) — американская конькобежка  специализирующаяся в конькобежный спорте и шорт-треке. Участвовала в самом первом неофициальном чемпионате мира по шорт-треку в Шампейне, США. 5-кратная чемпионка мира в шорт-треке, в том числе абсолютная 1976 года. Первая чемпионка мира в шорт-треке.

## Биография
Селеста Хлапати начала кататься на коньках в раннем детстве вместе с младшей сестрой Дениз. Занималась шорт-треком и конькобежным спортом в клубе "Northwest" и в течение 14 лет. Она выиграла национальные чемпионаты по шорт-треку в 1973, 1976 и 1977 годах, а также чемпионат Северной Америки в 1973 году. В 1976 году на первом чемпионат мира в Шампейне по шорт-треку Хлапати выиграла на четырёх дистанциях из пяти и стала первой абсолютной чемпионкой мира.
20 мая 1989 года Селеста была введена в Национальный зал славы конькобежцев в Милуоки штат Висконсин.